# Oliver Dickinson
 (mars 2019).
Pour les articles homonymes, voir Dickinson.
Oliver Jeremy Dickinson (né le 1er décembre 1980 à Londres) est un réalisateur franco-britannique de films documentaires.

## Filmographie
- 2009 : La Province oubliée
- 2009 : Mon travail, ma peine
- 2011 : Veilleurs du Lagon
- 2013 : Paludiers de la Baie
- 2015 : Des locaux très motivés
- 2019 : Un lien qui nous élève
- 2023 : Bienveillance paysanne